# Мазур, Богдан Николаевич
Богда́н Никола́евич Ма́зур (р. 1969) — украинский скульптор. Народный художник Украины (2009).

## Биография
Родился 6 июля 1969 года в Хмельницком в семье скульптора Николая Мазура и художницы Людмилы Мазур. В 1992 году окончил ОХУ имени М. Б. Грекова (1992), а затем в 1997 году и КГХИ (мастерская В. А. Чепелика).

## Работы
- памятник С. И. Параджанову на территории Национальной киностудии имени А. П. Довженко (1997)
- Памятник коту Пантелеймону в Золотоворотском сквере (1998)
- памятник В. М. Черноволу в Киеве (2009)
- скульптурная композиция «Молитва за Украину» в Батурине (2009)
- монумент «Обелиск Жизни» с. Уланок, Суджанский район, Курская область

## Награды и премии
- Государственная премия Украины имени Тараса Шевченко (1999) — за памятники С. И. Параджанову в Киеве и «Ангел скорби» в Хмельницком
- народный художник Украины (2009)
- заслуженный художник Украины (2003)[3]